# Саша Штулић
Саша Штулић (Суботица, 1972) је вишеструко награђивани оперски певач, тенор и првак Опере Српског народног позоришта у Новом Саду. У априлу 2016. је обележио две деценије рада у Српском народном позоришту.

## Школовање
Саша Штулић је Средњу музичку школу - Суботица, најстарију музичку школу у Србији (1868), завршио у класи профорке Хајналке Кевечег.
Академију уметности у Новом Саду уписао је 1994. године, Био је у класи професорке Бисерке Цвејић, једне од највећих оперских уметница 20. века.
Током студија је био стипендиста Фонда „Меланије Бугариновић“ од 1996. до 1998. године, а затим стипендиста Милана Панића када уписује Оперски студио професорке Бисерке Цвејић, у оквиру Факултета „Браћа Карић“ у Београду.
При пројекту Академије уметности у Новом Саду, у опери Волфганга Амадеуса Моцарта: Једноставна превара (итал. La finta semplice), на оперској сцени је дебитовао у улози Дона Полидора.

## Оперски певач и првак Опере
Од 1999. године ради као солиста Опере Српског народног позоришта.
Кроз сарадњу са најеминентнијим диригентима региона, међу којима је маестро Јон Јанку, некадашњи дугогодишњи гостујући диригент Српског народног позоришта, издигао се до сопственог упечатљивог певачког и сценског израза, веома прихвађеног од стране критике и публике.
У априлу 2016, обележио је 20 година уметничког рада улогом Грофа Алмавиве у опери Севиљски берберин Ђоакина Росинија (режија: Иван Клеменц).

### Остварене улоге
- Станислав Бинички: На уранку, у улози Радета
- Ђузепе Верди: Риголето – Војвода од Мантове; Травијата – Алфред Жермон
- Александра Вребалов: Милева – Бесо
- Дејан Деспић: Поп Ћира и поп Спира – Поп Ћира
- Гаетано Доницети: Вива ла мама – Гуљелмо Антолстоинолоноф; Лучија од Ламермура – Едгардо; Љубавни напитак – Неморино, Рита – Бепе
- Иван Јевтић: Мандрагола – Лигурио
- Зоран Јуранић: Посљедњи љетњи цвијет – Рус Владимир, Гондолијер, Марио
- Имре Калман: Кнегиња чардаша – Едвин, млади кнез
- Волфганг Амадеус Моцарт: Бастијен и Бастијена – Бастијен, Дон Ђовани – Дон Отавио; Једноставна превара (La finta semplice) – Дон Полидоро; Тако чине све (Cosi fan tutte) – Ферандо; Чаробна фрула – ТаминоДон Ђовани, Волфганг Амадеус Моцарт, Опера СНП-а, Нови Сад, 2007/2008; Наталија Воронкина (сопран), Саша Штулић (тенор), Јелена Кончар (мецосопран). Фотографија је део фото збирке Српског народног позоришта. Фото: Миомир Ползовић.
- Ђакомо Пучини: Боеми – Родолфо; Ђани Скики – Ринучи; Мадам Батерфлај – Пинкертон
- Сергеј Рахмањинов: Алеко – Млади Циганин
- Николај Римски-Корсаков: Моцарт и Салијери – Моцарт
- Ђоакино Росини: Италијанка у Алжиру – Линдоро; Пепељуга – Дон Рамиро; Севиљски берберин – Гроф Алмавива; Сињор Брускино – Флорвил
- Беджих Сметана: Две удовице – Тоник
- Петар Стојановић: Војвода од Рајхштата – Војвода од Рајхштата
- Паул Хиндемит: Тамо и натраг (Омнибус опера) – Роберт
- Дмитриј Шостакович: Катарина Измаилова – Зиновиј
- Јохан Штраус млађи: Слепи миш – Алфред

## Извођач ораторијумских дела
Порeд оперског ангажмана, Саша Штулић изводи и ораторијумска дела: Баха, Хендла, Хајдна Моцарта, Гуноа, Росинија и других композитора. У том смислу је одржао значајан број концерата у земљи и иностранству.
- Јохан Себастијан Бах Messe h-moll BWV 232,
- Георг Фридрих Хендл Messiah,
- Јозеф Хајдн Messe d-moll (Nelson-messe),
- Волфганг Амадеус Моцарт Kronungsmesse KV 317,
- Шарл Гуно St. Cecilia Mass,
- Ђоакино Росини Stabat Mater, и другa.

## Камерна опера Мадленианум
2000. године је започео сарадњу са Камерном опером Мадленианум у Земуну где је остварио низ улога у операма: Росинија, Моцарта, Сметане и Орфа. Био је веома запажен у улози Алфреда, у Вердијевој Тарвијати, 2006. године, гостујући у Опери Санкт Петербурга.

## Награде и признања
Током каријере и школовања вишеструко је награђиван:
- Годишње награде Српског народног позоришта:

1. за улогу Едгара у опери Лучија од Ламермура Гаетана Доницетија и улогу Алфреда у оперети Слепи миш Јохана Штрауса, 2005. године;
2. за пожртвовано ангажовање којим је омогућио да се рад Опере нормално одвија, 2010. године;
3. за веома емотивно и надахнуто отпевану улогу Неморина у опери Љубавни напитак Гаетана Доницетија, 2016. године.
4. за улогу Дон Рамира у опери Пепељуга Ђоакина Росинија, 2019.

- У току студија више пута је добијао награде :

1. II награда на Покрајинском такмичењу у Новом Саду, 1994. године;
2. II награда на Међународном такмичењу младих певача „Петар Коњовић“ у Новом Саду, 1994. године;
3. I награда на истом такмичењу у Београду 1996. године, на ком је као лауреат добио и награду „Никола Цвејић“;
4. III награда на такмичењу Музичке омладине у Београду 1998. године;
5. II награда на Такмичењу младих певача „Обзорје на Тиси“ у Новом Бечеју 1998. године;
6. финалиста Такмичења певача „Ондина Ота“ у Марибору (Словенија) 2002. године.

- Фотографије су део фото збирке Српског народног позоришта.
- Мадам Батерфлај, опера у три чина Ђакома Пучинија у режији Воје Солдатовића; Опера СНП-а, Нови Сад, 2008/09; Саша Штулић (тенор), Васа Стајкић (баритон). Фото: Миомир Ползовић.
- Боеми, опера Ђакома Пучинија, Свитлана Декар, сопран и Саша Штулић, тенор, СНП, Нови Сад, 2006/2007. Фото: Миомир Ползовић.
- „Лучија од Ламермура“, трагична опера у три чина Гаетана Доницетија; Либрето слободно сачинио Салваторе Камарано према роману Невеста од Ламермура Валтера Скота; режија Пламен Карталов (Бугарска); Опера СНП-а, 2014/15; Верица Пејић, Саша Штулић, Игор Ксионжик, Снежана Савичић Секулић. Фото: Миомир Ползовић.
- "Позоришне згоде и незгоде и Вива ла Мама" Геатано Доницети, комична опера, СНП, Нови Сад, 2009/10; Божана Очовај, Жељко Р. Андрић, Саша Штулић, Лаура Павловић